# 出生-死亡過程
出生-死亡過程（Birth-death process），是一種隨機過程，亦為最常被使用的隨機過程。其一般定義為：
- 有一系統，著眼點在其人口數目，人口數目亦為其狀態
- 在不同狀態中，均有可能有人口數目的增刪，亦即出生和死亡
- 出生率和死亡率可依據不同狀態而有所差異

出生-死亡過程的一個簡單例子是M/M/1排隊模型。